# Helium (Sia)
Helium è un singolo della cantante australiana Sia, pubblicato il 25 gennaio 2018.
Il singolo ha visto la collaborazione dei DJ David Guetta e Afrojack ed è contenuto nella colonna sonora Fifty Shades Darker: Original Motion Picture Soundtrack del film Cinquanta sfumature di nero.

## Classifiche
| Classifica (2016) | Posizione massima |
| ----------------- | ----------------- |
| Lussemburgo       | 3                 |